# Oberschöllenbach
Oberschöllenbach ist ein Gemeindeteil des Marktes Eckental im Landkreis Erlangen-Höchstadt (Mittelfranken, Bayern). Die Gemarkung Oberschöllenbach hat eine Fläche von 2,563 km². Sie ist in 771 Flurstücke aufgeteilt, die eine durchschnittliche Flurstücksfläche von 3323,72 m² haben.

## Geografie

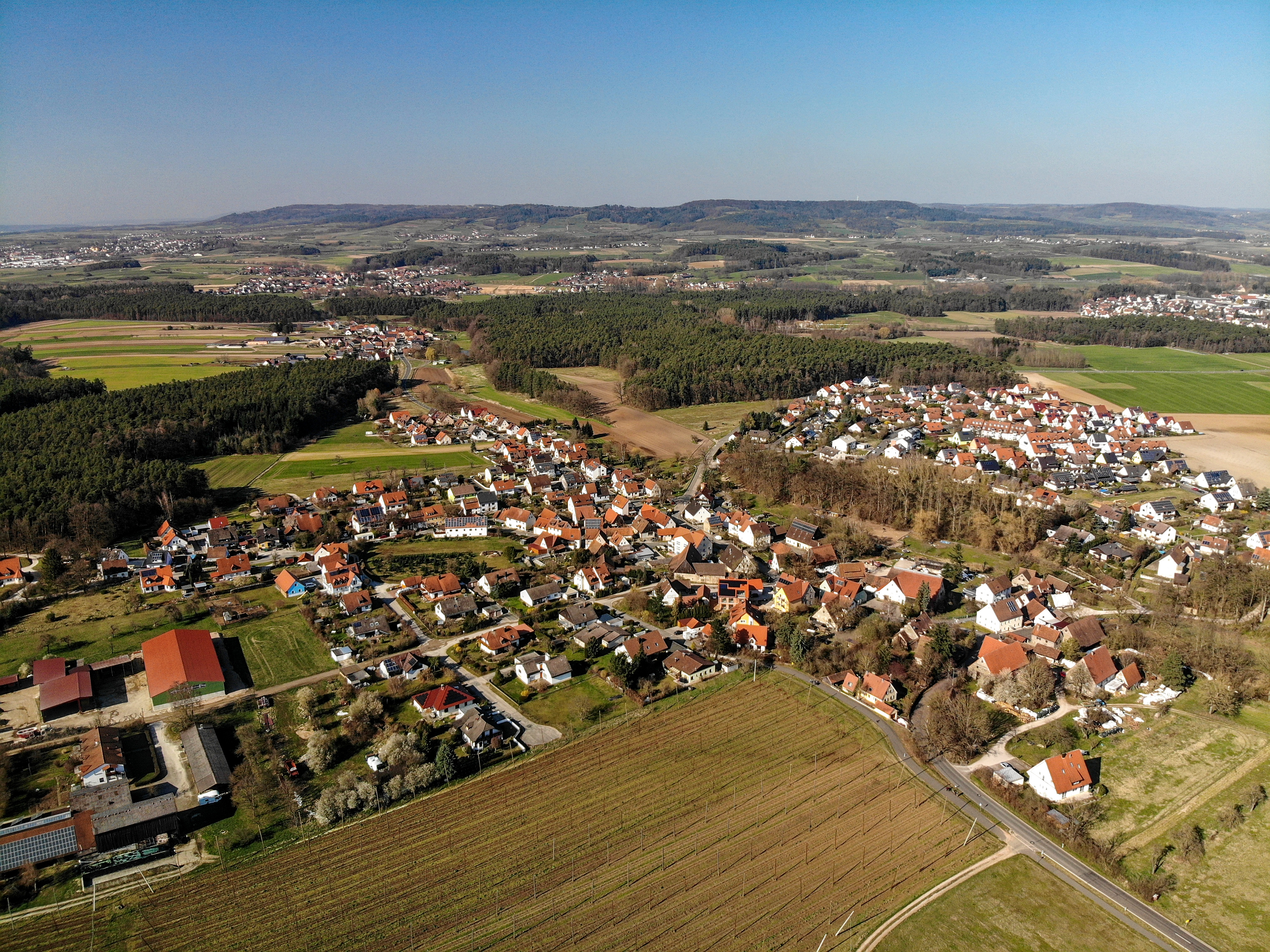
Luftaufnahme von Oberschöllenbach

Das Dorf befindet sich im Bereich der nördlichen Albrandregion etwa drei Kilometer westlich des Ortszentrums von Eckental und liegt auf einer Höhe von 335 m ü. NHN. Die Anbindung an das öffentliche Straßennetz wird hauptsächlich durch die Kreisstraße ERH 8 hergestellt, die aus dem Norden von Unterschöllenbach her  durch den Ort hindurchführt und südwärts in Richtung Großgeschaidt weiterführt. Daneben führen Gemeindeverbindungsstraßen zu den beiden Nachbarorten Röckenhof und Brand.

## Geschichte
Durch die Verwaltungsreformen zu Beginn des 19. Jahrhunderts im Königreich Bayern wurde Oberschöllenbach mit dem Zweiten Gemeindeedikt eine Ruralgemeinde. Im Zuge der Gebietsreform in Bayern wurde Oberschöllenbach am 1. Oktober 1971 in die Gemeinde Eschenau eingegliedert und zusammen mit dieser am 1. Juli 1972 ein Bestandteil der neu gebildeten Gemeinde Eckental.

## Baudenkmäler

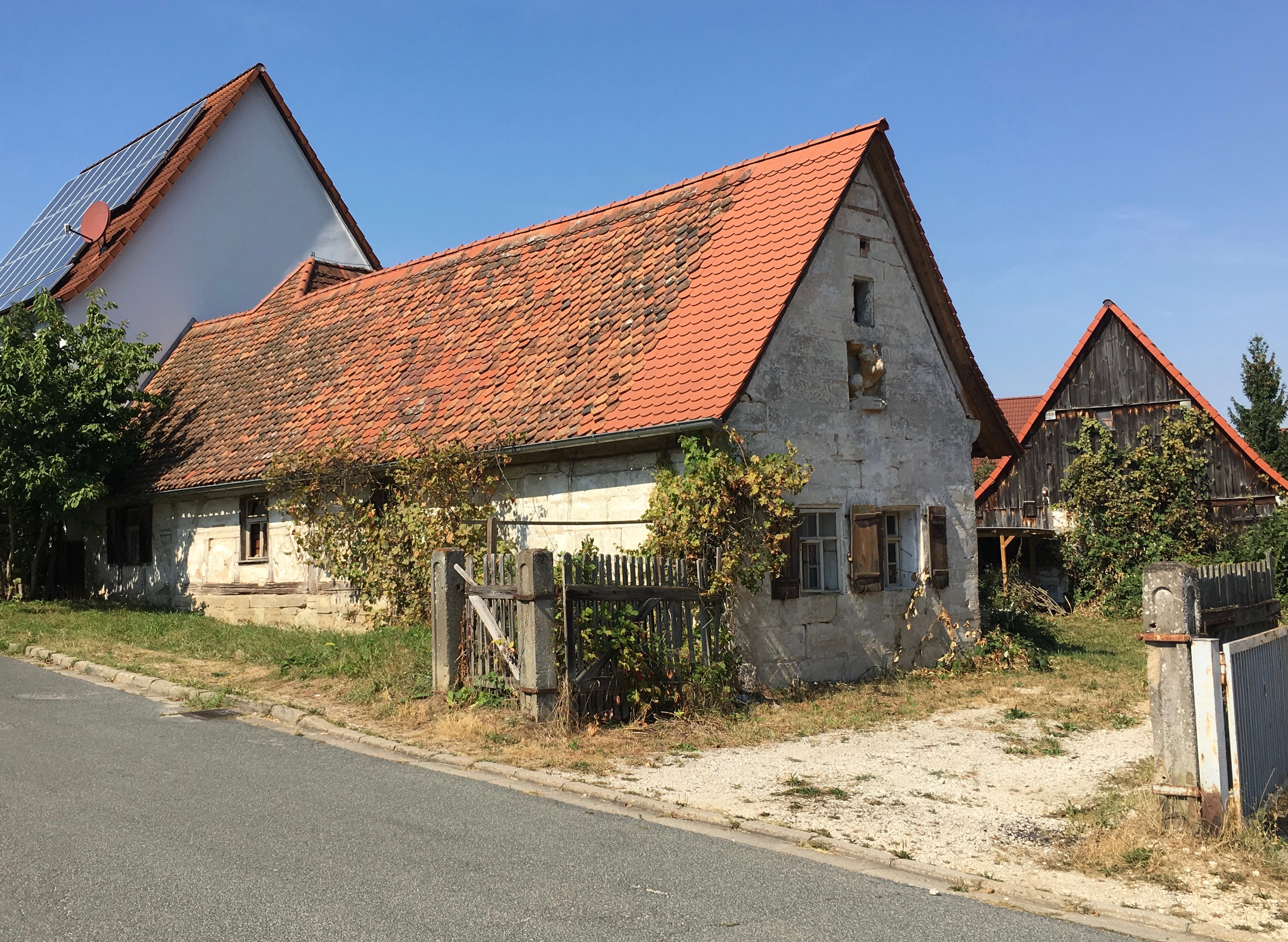
Denkmalgeschütztes Kleinbauernanwesen

In Oberschöllenbach befinden sich mehrere Baudenkmäler, darunter ein aus dem 18. Jahrhundert stammendes kleines Bauernhaus mit Stallanbau.

## Persönlichkeiten die im Ort gelebt haben
- Kurt Albert (1954–2010), Kletterer, Bergsteiger, Fotograf und Lehrer
- Wolfgang Güllich (1960–1992), Sportkletterer und Expeditionsbergsteiger